# Helius (Helius) paramorosus
Helius (Helius) paramorosus is een tweevleugelige uit de familie steltmuggen (Limoniidae). De soort komt voor in het Afrotropisch gebied.